# كاري فاغان
كاري فاغان (بالإنجليزية: Cary Fagan)‏ (29 يونيو 1957)؛ كاتب للأطفال وروائي كندي.